# Pretty Woman (musical)
Pretty Woman is een musical met muziek en teksten van Bryan Adams en Jim Vallance, en een boek van Garry Marshall en JF Lawton. De musical is gebaseerd op de gelijknamige film uit 1990, geschreven door Lawton en geregisseerd door Marshall. Het draait om de relatie die zich ontwikkelt tussen Vivian Ward, een Hollywood-prostituee, en Edward Lewis, een rijke zakenman die haar een week lang inhuurt voor verschillende zakelijke en sociale functies.

## Muzikale nummers
De muzieknummers van de originele Broadway-productie zijn als volgt:
Act I
- "Welcome to Hollywood" – Happy Man, Kit and Company
- "Anywhere But Here" – Vivian
- "Something About Her (Preamble)" – Edward
- "Welcome to Hollywood (Reprise)" – Happy Man
- "Something About Her" – Edward
- "I Could Get Used to This" – Vivian
- "Luckiest Girl in the World" – Vivian, Kit and Giulio
- "Rodeo Drive" – Kit and Company
- "Anywhere But Here" (Reprise) – Vivian
- "On a Night like Tonight" – Mr. Thompson and Company
- "Don't Forget to Dance" – Happy Man, Scarlett and Company
- "Freedom" – Edward
- "You're Beautiful" – Edward, Vivian and Company

Act II
- "Welcome to Our World (More Champagne)" – Stuckey, Kit and Company
- "This Is My Life" – Vivian
- "Never Give Up on a Dream" – Happy Man, Kit and Company
- "You and I" – Edward, Alfredo, Violetta and Company
- "I Can't Go Back" – Vivian
- "Freedom" (Reprise) – Edward
- "Long Way Home" – Vivian and Edward
- "Together Forever" – Edward, Vivian, Happy Man, Kit and Company

## Cast
| Rol                                  | Nederland, Stage Entertainment, 2023-2024        | België, Deep Bridge, 2025 |
| ------------------------------------ | ------------------------------------------------ | ------------------------- |
| Vivian Ward                          | Shanna Slaap                                     | Helle Vanderheyden        |
| Understudy                           | Anouk Rietveld, Lieke Janssen                    |                           |
| Edward Lewis                         | Jan Kooijman                                     | Tom Dingenen              |
| Alternate                            | Charly Luske                                     |                           |
| Understudy                           | Dieter Spileers, Roy van Iersel (nooit gespeeld) |                           |
| Kit de Luca                          | Dana van der Geer                                | Anouck Luyten             |
| Understudy                           | Anouk Rietveld, Dorith Creebsburg                |                           |
| Happy Man / Mr. Thompson / Hollister | Mitch Wolterink                                  | Jervin Weckx              |
| Understudy                           | Marcel Visscher, Martijn van Voskuijlen          |                           |
| Philip Stuckey                       | Reinier Demeijer                                 | David Cantens             |
| Understudy                           | Marcel Visscher, Niek van der Deijl              |                           |
| Violetta                             | Froukje Zuidema                                  | Saïn Vantomme             |
| Understudy                           | Darcey Roosenboom, Jessy Angelina                |                           |
| Giulio                               | Jimi Hendrikse                                   | Laurenz Hoorelbeke        |
| Understudy                           | Niek van der Deijl, Derick Pieter                |                           |
| Alfredo                              | Victor Marinus                                   | Chris Schep               |
| Understudy                           | Marcel Visscher, Roy van Iersel                  |                           |
| David Morse                          | Roy van Iersel                                   | Steven Savelkoels         |
| Understudy                           |                                                  |                           |
| Scarlett                             | Anouk Rietveld                                   | Kato Aerts                |
| Understudy                           | Darcey Roosenboom, Isabelle Vedder               |                           |

## Awards en nominaties

### Musical Awards
| Jaar | Categorie                                       | Genomineerde        | Resultaat   |
| ---- | ----------------------------------------------- | ------------------- | ----------- |
| 2024 | Beste Vrouwelijke Hoofdrol in een Grote Musical | Shanna Slaap        | Genomineerd |
|      | Beste Choreografie                              | Eline Vroon         | Genomineerd |
|      | Beste Ensemble                                  | Ensemble            | Genomineerd |
|      | Beste Kostuums (/Kap en Grime)                  | Cocky van Huijkelom | Genomineerd |